# Phallus impudicus
O Phallus impudicus é uma espécie de fungo com forma de falo, cujo odor forte pode ser sentido a vários metros de distância.

## Galeria

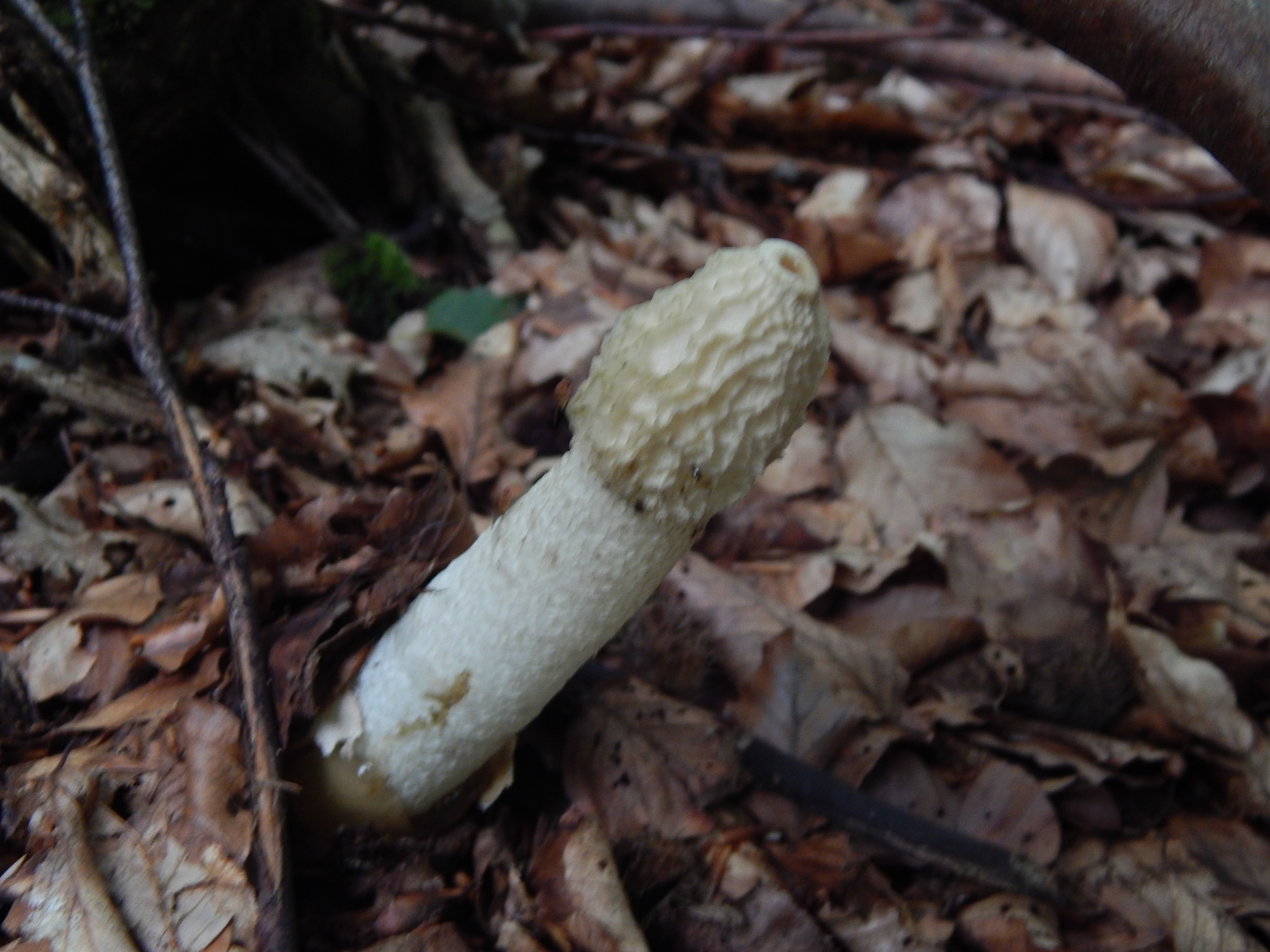
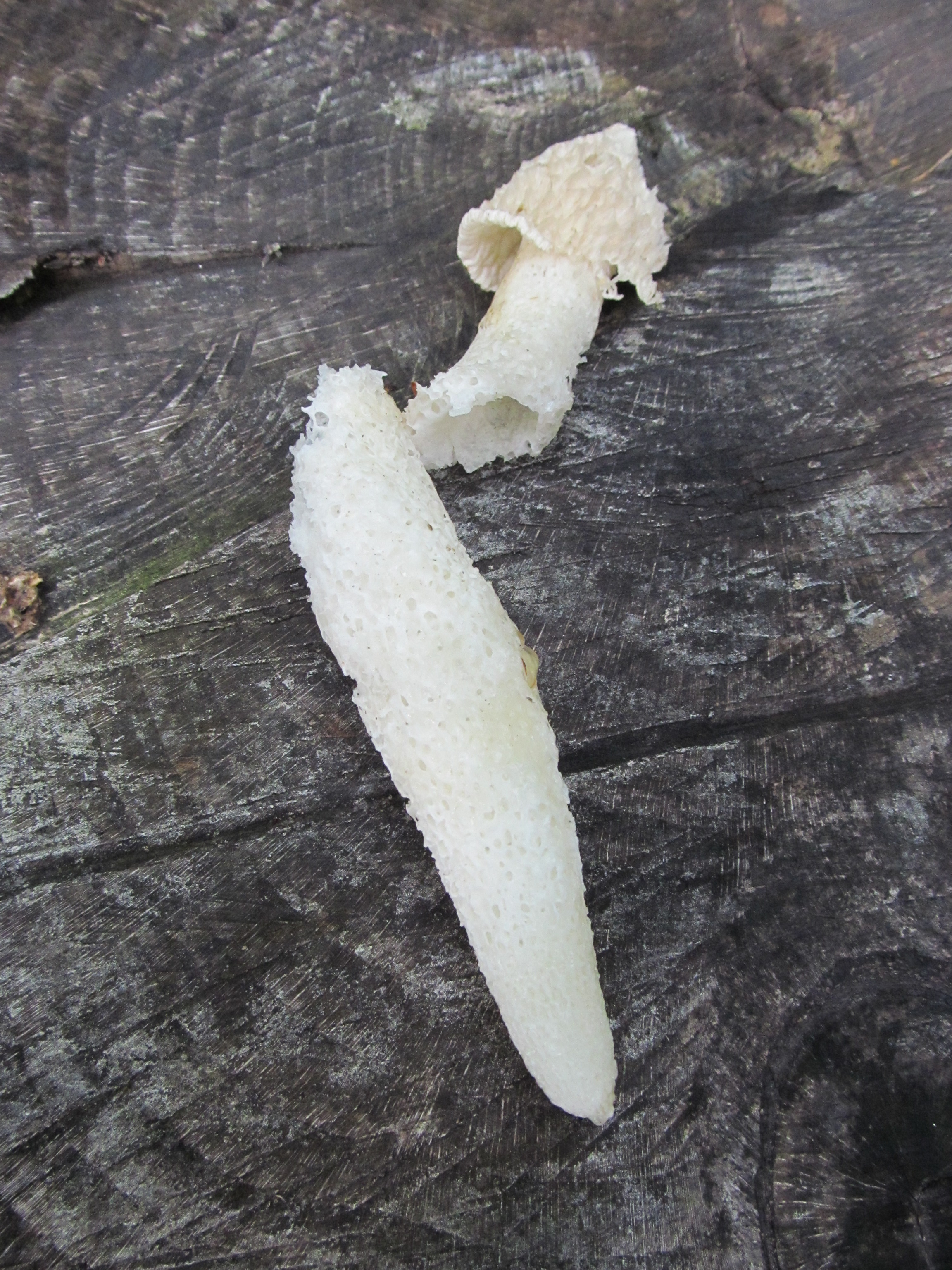
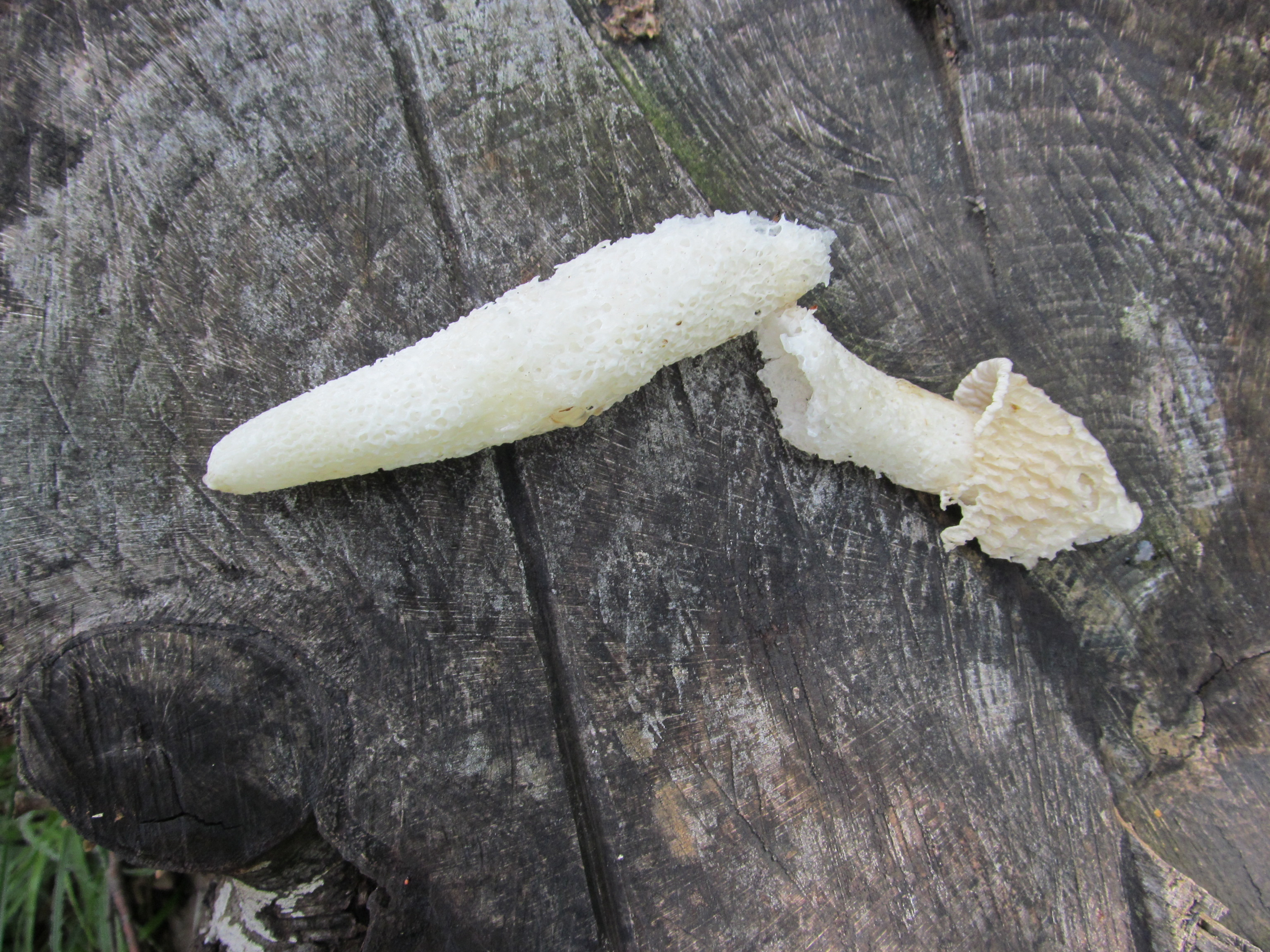
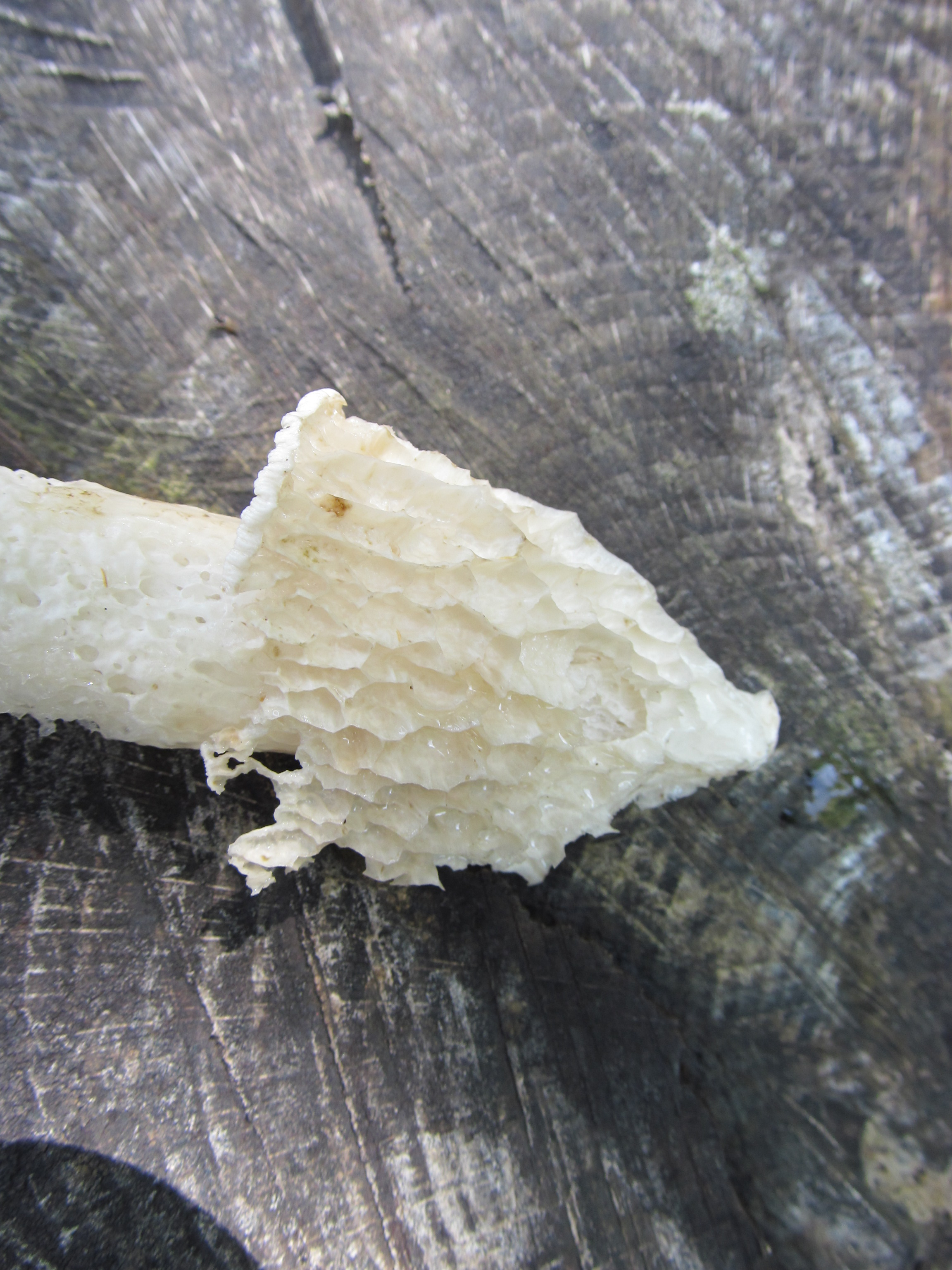
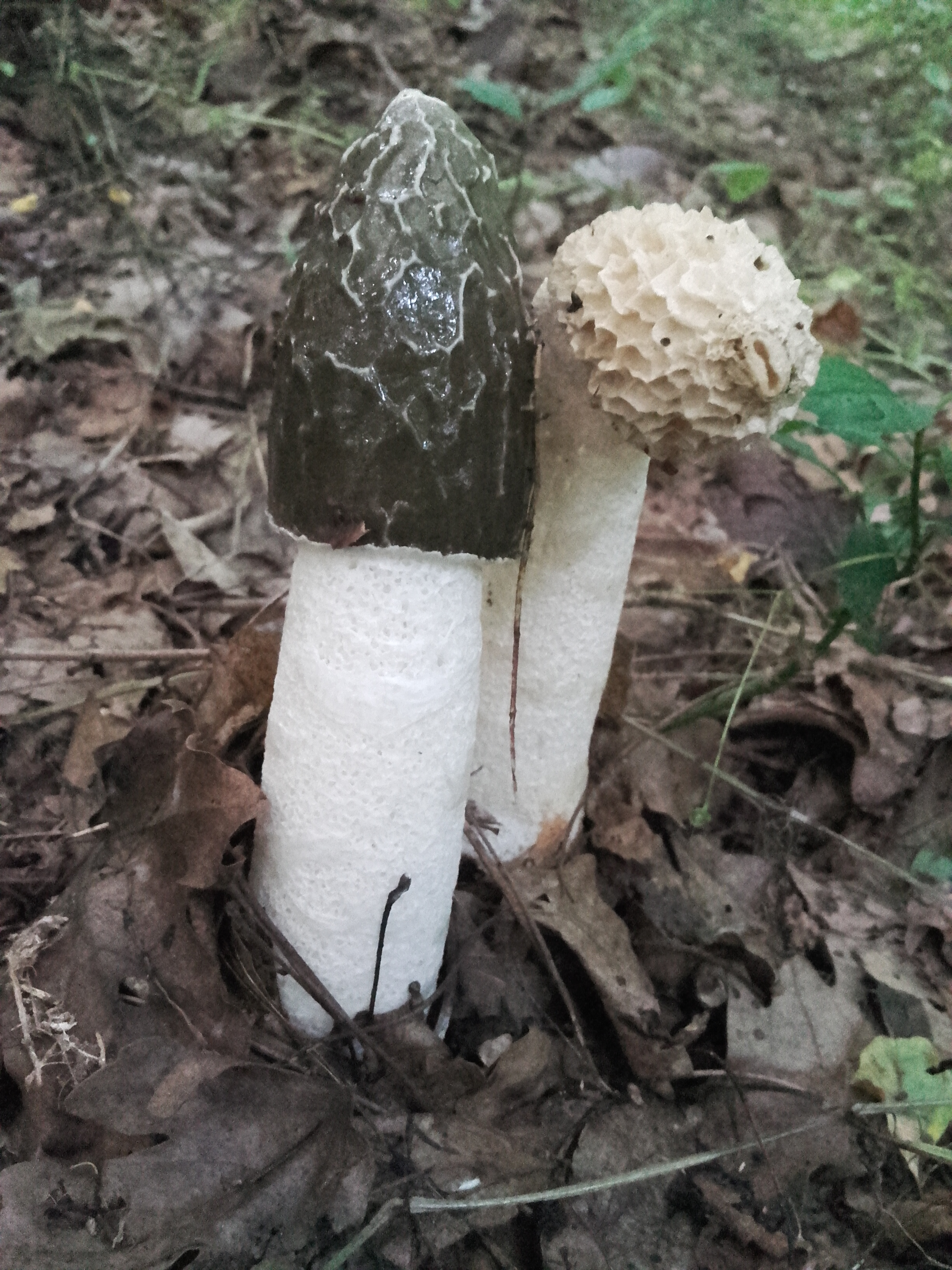
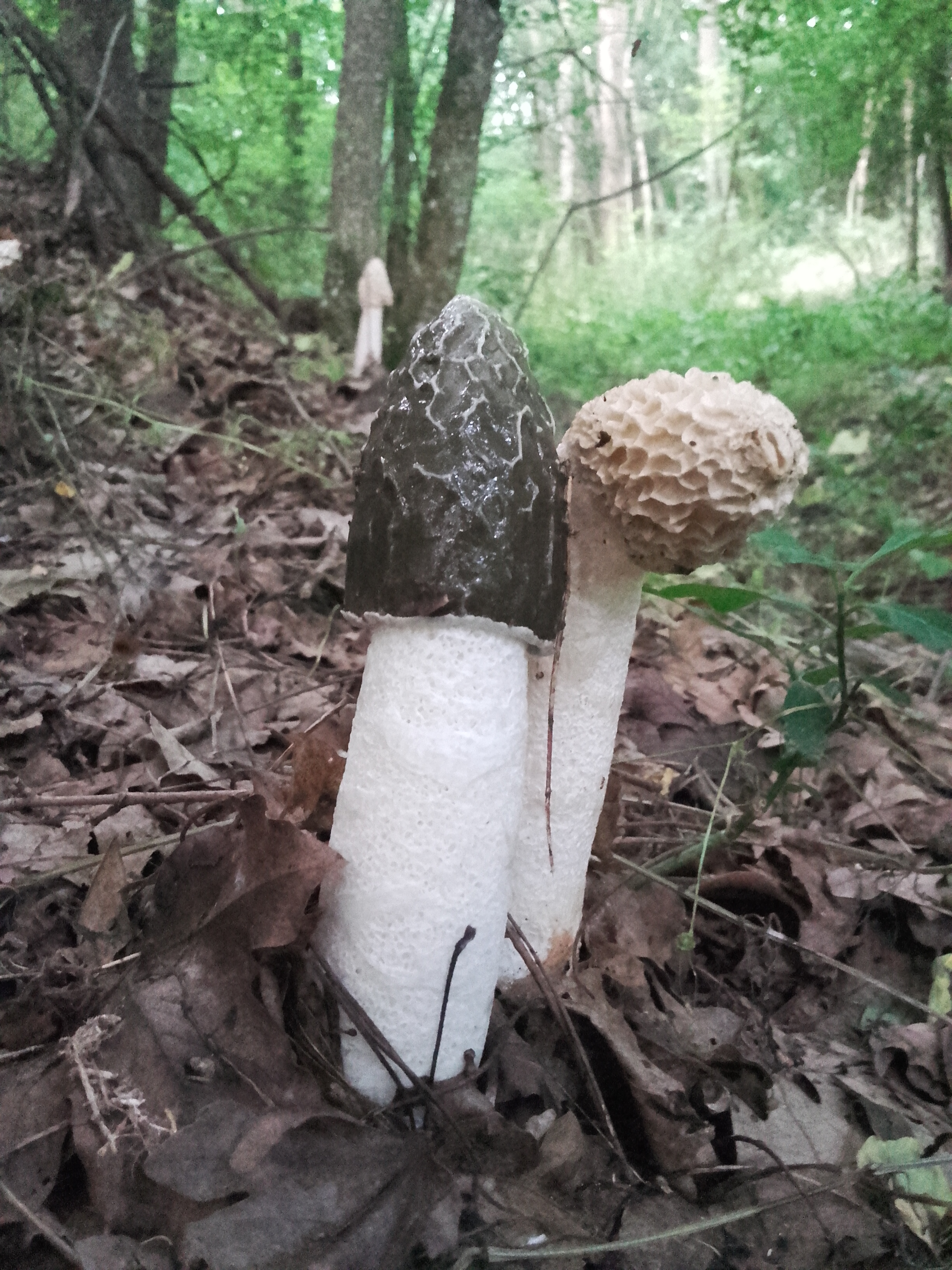
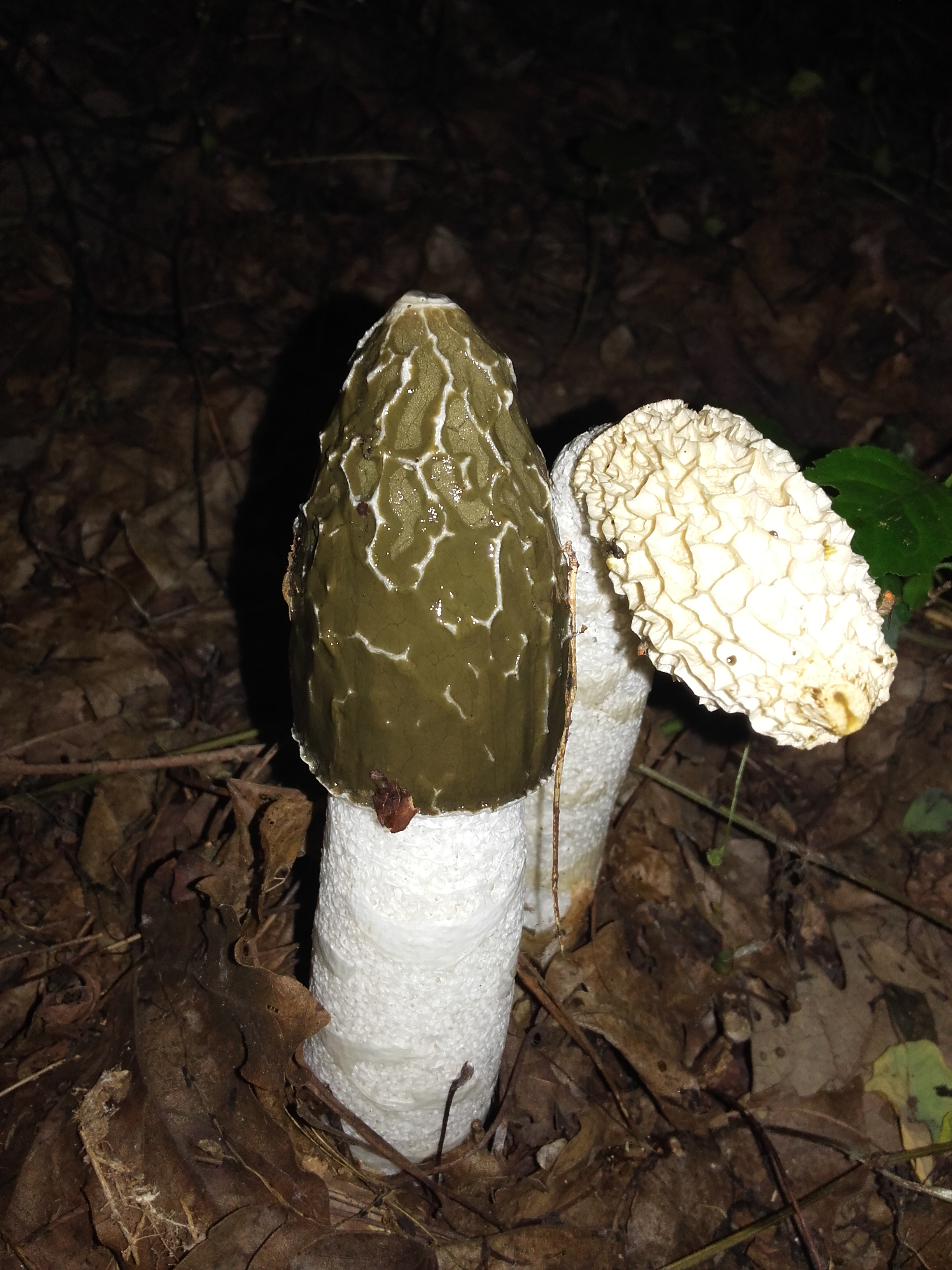